# Ђенцано ди Рома
Ђенцано ди Рома (итал. Genzano di Roma) је насеље у Италији у округу Рим, региону Лацио.
Према процени из 2011. у насељу је живело 20582 становника. Насеље се налази на надморској висини од 397 м.

## Становништво
| 1936. | 1951.  | 1961.  | 1971.  | 1981.  | 1991.  | 2001.  | 2011.  |
| ----- | ------ | ------ | ------ | ------ | ------ | ------ | ------ |
| 9.154 | 10.319 | 12.727 | 15.317 | 17.536 | 20.570 | 22.178 | 23.780 |

## Партнерски градови
- Мерзебург
- Шатијон
- Mokotów
- Обијер